# Квінт Фабій Постумін
Квінт Фа́бій Посту́мін (лат. Quintus Fabius Postuminus; I—II століття) — політичний і державний діяч Римської імперії, консул-суффект 96 року.

## Біографічні відомості
Походив з іспанської гілки роду Фабіїв. Наприкінці правління імператора Доміціана у 96 році Квінта Фабія було обрано консулом-суффектом. У 97 році Пліній Молодший виступив за покарання донощиків, які при Доміціані у масовому порядку здавали інших громадян Риму, що були надалі страчені. Однак Квінт Фабій виступив проти і не дав можливості скарати тих, хто доносив, в тому числі й Публіція Церта, завдяки якому було обвинувачено і страчено Гая Гельвідія.
За часів імператора Траяна Квінта Фабія в 101 (або 102) році було призначено легатом пропретора римської провінції Нижня Мезія. Протягом 111—112 років був проконсулом римської провінції Азія. Протягом 113—117 років виконував обов'язки префекта Риму. Подальша доля його невідома.